# Tawanaga
Tawanaga era una ciutat i un regne del nord de Síria que es menciona cap la meitat del segle xvii aC en les lluites a aquell territori dutes a terme pel rei hitita Hattusilis I, que va capturar al seu rei i el va decapitar. Devia estar a prop de Zippasna, ciutat que el rei hitita va capturar seguidament i va destruir.